# Reconquista de Hispanoamérica
Con las Abdicaciones de Bayona, Napoleón se apropió de la Corona española e impuso a la dinastía Bonaparte en el trono, lo que dio lugar a la invasión napoleónica de España. De forma similar a las juntas fernandinas surgidas en la península ibérica, varias provincias españolas en América establecieron juntas de autogobierno. Estas buscaban no solo el reconocimiento de Fernando VII como legítimo monarca, sino también preservar su autonomía e, incluso, la plena independencia frente a los gobiernos peninsulares, ya fueran impuestos por la Francia napoleónica o por España, de corte liberal como absolutista. La evolución y radicalización de estas juntas desembocó en la secesión y desmembramiento del Imperio español.
Las juntas de gobierno americanas fueron combatidas desde sus comienzos por el Consejo de la Regencia, en Cádiz, y también por el gobierno constitucional español, que mandaron expedicionarios peninsulares como núcleo del Ejército Realista en América para defender la integridad de la monarquía. Así mismo, tras la derrota de Napoleón lo hizo también el gobierno de la restauración absolutista de Fernando VII que declaró ilegales las juntas y envió la expedición más importante, dirigida por Pablo Morillo contra la Costa Firme en 1815. 
La sublevación en Cádiz de enero de 1820, liderada por Rafael del Riego, frustró la partida del más numeroso ejército expedicionario que España había reunido para América, destinado en principio a la reconquista del Virreinato del Río de la Plata. Aunque se habían enviado algunos refuerzos a Montevideo durante el periodo de las Cortes de Cádiz, esta insurrección impidió el único intento de restauración militar a gran escala. Como resultado, la actual Argentina fue el único territorio americano que quedó definitivamente fuera de las campañas de reconquista desarrolladas por la monarquía española.
En perspectiva, el número total de tropas expedicionarias que pudieron ser enviadas desde la península ibérica al continente americano entre 1811 y 1818 fue prácticamente igual al de soldados españoles que participaron en una sola batalla significativa en la península, como la Bailén (pese a no ser la más numerosa). Esta proporción permite comprender que la mayor parte de las fuerzas realistas que combatieron en América estuvo integrada por tropas reclutadas localmente, y no por expedicionarios enviados desde la península. 